# Unión de Utrecht

Mapa tras el Tratado de Utrecht (carta de independencia) en 1579, con los territorios rebeldes en naranja (independentistas) y sus anexiones durante el primer año en tono más claro. En colores amarillentos, los territorios de la Unión de Bruselas, territorios que habían pedido al rey de España que sacara los tercios de Flandes tras el motín de los tercios y el saqueo de Amberes (neutrales, que reconocían la autoridad real). Rayados, territorios tomados por España inicialmente. En azul la Unión de Arrás, aliada de España. En morado, el Obispado de Lieja, aliado de España. En verde, otros aliados españoles

La Unión de Utrecht fue un acuerdo firmado en la ciudad neerlandesa de Utrecht el 23 de enero de 1579 entre las provincias rebeldes de los Países Bajos, en aquel tiempo enfrentadas a la Monarquía hispánica durante la guerra de los Ochenta Años. Está considerada como el origen de la República de las Provincias Unidas, aunque ésta no fue reconocida oficialmente hasta la firma de la Paz de Westfalia en 1648.
Tras la firma el 5 de enero de 1579 de la Unión de Arrás por parte de algunas provincias del sur (Condado de Artois, Condado de Henao, Douai, Lille y Orchies) en apoyo a la Corona española, las provincias del norte lideradas por Guillermo de Orange reaccionaron firmando la Unión de Utrecht. El documento recogía el derecho de cada provincia a mantener sus tradiciones, la unión militar de todas ellas y la libertad de culto religioso. Aunque todavía se reconocía a la Corona española como gobernante de las provincias, el acuerdo deterioró mucho las relaciones con el rey.
Entre enero de 1579 y abril de 1581 firmaron la Unión los siguientes territorios:
- la provincia de Holanda;
- la provincia de Zelanda;
- el obispado de Utrecht;
- el ducado de Güeldres;
- la provincia de Groninga, que el 3 de marzo de 1580 pasa a poder español;[1]
- la provincia de Frisia;
- la provincia de Drente;
- la provincia de Overijssel;
- el Ducado de Brabante, salvo Lovaina (española desde 1578) y luego Bolduque (en poder español desde el 1 de julio de 1579); y
- el condado de Flandes.

En 1580 la prohibición del culto católico y la entrega de todas las iglesias de esta confesión a la reformada neerlandesa, supuso perder el apoyo de los católicos que todavía no se habían unido a las fuerzas españolas.
Tras declarar Felipe II de España fuera de la ley a Guillermo de Orange y poner precio a su cabeza el 15 de marzo, las mismas provincias declararon su independencia formal mediante el Acta de Abjuración, firmada en La Haya el 26 de julio de 1581.
Uno de los acontecimientos decisivos que facilitaron la formación de la Unión de Utrecht fue el motín de los tercios por falta de paga y el consiguiente saqueo de Amberes en noviembre de 1576. Este produjo gran descontento y acabó con la retirada de los tercios de Flandes por el Edicto perpetuo de 1577; hechos que se unieron a la quiebra de la Corona española de 1575, que golpeó a Amberes como centro financiero. A su vez, el asalto francés en el ataque a Amberes y la batalla de Steenbergen allanó el camino para que Alejandro Farnesio reconquistara muchos de los territorios perdidos, que culminaría con la conquista de Amberes en 1585 y el Sitio de Venlo (1586).

## Evolución de los territorios de la Unión de Utrecht
Finalmente después de muchos años de guerra, solo detenido durante la Tregua de los doce años firmada en 1609. El Tratado de Münster de 1648 supuso el reconocimiento por parte de España de la independencia de las Provincias Unidas de los Países Bajos.

Mapa de las Provincias Unidas en 1590, tras la campaña de Alejandro Farnesio: en naranja los territorios rebeldes en naranja (la República), y sus conquistas en un tono más claro del mismo color; en verde los territorios españoles; y en amarillo el obispado de Lieja, aliado de los españoles